# Ouo (département)
Pour la commune, voir Ouo.
Ouo est un département et une commune rurale du Burkina Faso, situé dans la province de la Comoé et la région des Cascades. 
En 2012, le département comptait 23 508 habitants.
En 2019, le dernier recensement général comptabilisait 45 170 habitants. 

## Villages
Le département comprend un village chef-lieu (populations actualisées en 2012) :
- Ouo (2 292 habitants)

et 27 autres villages :
- Balgogo (1 147 habitants)
- Béguélé (626 habitants)
- Bini (2 292 habitants)
- Dagninikorosso (149 habitants)
- Dapala (868 habitants)
- Gangassé (1 535 habitants)
- Gonga (212 habitants)
- Guédanga (261 habitants)
- Inzélé (247 habitants)
- Kien (260 habitants)
- Konamissé (1 354 habitants)
- K’Poum (409 habitants)
- Logué (1 879 habitants)
- Mado (299 habitants)
- Minsé (253 habitants)
- Nerkédaga (491 habitants)
- N’Golofesso (1 317 habitants)
- Norkama (1 166 habitants)
- Pambié-Sokoura (690 habitants)
- Poikoro (1 084 habitants)
- Safia (1 348 habitants)
- Sassamba (1 157 habitants)
- Siékoro (1 026 habitants)
- Sirakoro (1 115 habitants)
- Sokourani (383 habitants)
- Soucié (1 298 habitants)
- Toukoro (214 habitants)